# Karin C. Falck
Karin Cecilia Falck, känd som Karin C. Falck, född 22 november 1964 i Foss församling i Göteborgs och Bohus län, är en svensk filmare och tidigare barnskådespelare.
Karin C. Falck är dotter till Bertil Falck och Mona Alex Larsson, och syster till Anna Falck. Hon spelade huvudpersonen Ninni vid nyinspelningen av Rännstensungar 1974.
Falck har senare regisserat dokumentärfilm i företaget Filmator och producerat flera prisbelönade filmer bland annat Så fostras överklassen - om internatskolan Lundsberg, Kollot mot fetma, dokumentärserien Kandidaterna om läkarstudenter vid Karolinska Institutet, samt flera serier om en skolklass i Åkersberga: Barnen från Åkerstorp, Ett nytt ansikte samt den Emmy-nominerade Med livet i sina händer.